# Jevhen Serdjuk
Jevhen Ihorovyč Serdjuk (in ucraino Євген Ігорович Сердюк?; Donec'k, 24 aprile 1998) è un calciatore ucraino, attaccante dell'Hồng Lĩnh Hà Tĩnh.

## Carriera

### Club
Nato a Donec'k, è cresciuto nel settore giovanile dei portoghesi del Fátima. Con quest'ultima squadra ha esordito il 20 agosto 2017, in occasione dell'incontro del Campeonato de Portugal pareggiato per 1-1 sul campo del Mafra. In due stagioni ha segnato 14 gol in 27 presenze. Nel 2019 è stato acquistato dal Boavista, che lo ha ceduto in prestito al Casa Pia, in seconda divisione, per una stagione. Rientrato alla base, è stato messo ai margini della rosa. Il 7 settembre 2021 è stato ufficializzato il suo ingaggio da parte dei bulgari del Černo More Varna.

### Nazionale
Nel 2019 ha disputato due incontri amichevoli con la nazionale ucraina Under-21.

## Statistiche

### Presenze e reti nei club
Statistiche aggiornate al 20 agosto 2022.
| Stagione        | Squadra          | Campionato      | Campionato | Campionato | Coppe nazionali | Coppe nazionali | Coppe nazionali | Coppe continentali | Coppe continentali | Coppe continentali | Altre coppe | Altre coppe | Altre coppe | Totale | Totale |
| Stagione        | Squadra          | Comp            | Pres       | Reti       | Comp            | Pres            | Reti            | Comp               | Pres               | Reti               | Comp        | Pres        | Reti        | Pres   | Reti   |
| --------------- | ---------------- | --------------- | ---------- | ---------- | --------------- | --------------- | --------------- | ------------------ | ------------------ | ------------------ | ----------- | ----------- | ----------- | ------ | ------ |
| 2017-2018       | Fátima           | CdP             | 15         | 6          | CP              | 0               | 0               |                    | -                  | -                  |             | -           | -           | 15     | 6      |
| 2018-2019       | Fátima           | CdP             | 12         | 8          | CP              | 3               | 1               |                    | -                  | -                  |             | -           | -           | 15     | 9      |
| Totale Fátima   | Totale Fátima    | Totale Fátima   | 27         | 14         |                 | 3               | 1               |                    | -                  | -                  |             | -           | -           | 30     | 15     |
| 2019-2020       | Casa Pia         | LdH             | 12         | 3          | CP+CdL          | 0+3             | 0               |                    | -                  | -                  |             | -           | -           | 15     | 3      |
| 2021-2022       | Černo More Varna | 1L              | 17+4       | 11+1       | CB              | 0               | 0               |                    | -                  | -                  |             | -           | -           | 21     | 12     |
| 2022-2023       | Černo More Varna | 1L              | 4          | 2          | CB              | 0               | 0               |                    | -                  | -                  |             | -           | -           | 4      | 2      |
| Totale carriera | Totale carriera  | Totale carriera | 64         | 31         |                 | 6               | 1               |                    | -                  | -                  |             | -           | -           | 70     | 32     |